# Notholaena mollis
Notholaena mollis är en kantbräkenväxtart som beskrevs av Kze. Notholaena mollis ingår i släktet Notholaena och familjen Pteridaceae. Inga underarter finns listade.